# Petrosia volcano
Petrosia volcano är en svampdjursart som beskrevs av Kazuo Hoshino 1976. Petrosia volcano ingår i släktet Petrosia och familjen Petrosiidae. Inga underarter finns listade i Catalogue of Life.